# Suzanna Leigh
Suzanna Leigh, född Sandra Eileen Anne Smith 26 juli 1945 i Belgrave, Leicestershire, död 11 december 2017 i Winter Garden, Florida var en brittisk skådespelerska.

## Rollista i urval
- 1964 – Helgonet (TV-serie)
- 1964 – Unga flickor för sexparties
- 1965 – Boeing Boeing - vi flyger i luften
- 1966 – Hawaiian Paradise
- 1967 – Mr Drummond och djävulens agenter
- 1968 – Skräckens ö
- 1968 – Subterfuge
- 1971 – Snobbar som jobbar (TV-serie)
- 1971 – Vampyrens begär